# لوئی باشولیه
لوئی باشولیه (به فرانسوی: Louis Bachelier) زادهٔ ۱۱ مارس ۱۸۷۰، درگذشت ۲۸ آوریل ۱۹۴۶یک ریاضی‌دان فرانسوی بود که نخستین کسی بود که یک فرایند تصادفی، امروزه با نام حرکت براونی را مدل کرد. او این کار را برای پایان نامهٔ دکتری اش (منتشرشده در ۱۹۰۰ میلادی) انجام داد.
پایان نامهٔ باشولیه نخستین مدل ریاضیاتی برای حرکت براونی بود و کاربردش در ارزش دهی اختیار معامله؛ که از دید تاریخی نخستین مقاله ای است که از ریاضیات پیشرفته در دانش مالی استفاده می‌کرد. از این رو باشولیه، پدر مالیه ریاضیاتی و یپشگام در زمینهٔ مطالعهٔ فرایندهای تصادفی دانسته می‌شود.

## زندگی
باشولیه در لو آور به دنیا آمد، پدرش یک فروشندهٔ شراب و دانشمند آماتور بود. مادرش دختر یک بانکدار شاعر بود. باشولیه پدر و مادرش را پس از دبیرستان از دست داد.